# William Wymark Jacobs
William Wymark Jacobs (* 8. September 1863 in Wapping, London; † 1. September 1943 in Islington, London) war ein englischer Autor von Kurzgeschichten und Romanen. Er ist bekannt für seine makaberen Geschichten wie „Die Affenpfote“ (1902 veröffentlicht) und „The Toll House“ (aus der Kurzgeschichten-Sammlung „The Lady of the Barge“). Sein Lieblingsthema war die Seefahrt.

## Leben
Jacobs’ Vater, der im Londoner Hafen arbeitete, ermöglichte seinem Sohn den Besuch einer Londoner Privatschule. Später studierte er am Birkbeck College 1879 begann er als Angestellter im Dienste des General Post Office zu arbeiten.
1885 veröffentlichte er seine erste Kurzgeschichte. Der Erfolg kam allerdings nur langsam. Jacobs war finanziell ausreichend abgesichert, um 1899 seinen Posten zu kündigen und ein Jahr später zu heiraten. Jacobs ließ sich in Loughton, Essex, nieder, wo er zwei Häuser besaß: das Outlook in Park Hill und das Feltham House in Goldings Hill. Bei letzterem befindet sich heute eine Blaue Gedenktafel (blue plaque) zu seinen Ehren, einem Brauch in Großbritannien, um an die Verbindung einer berühmten Persönlichkeit mit einem bestimmten Ort zu erinnern. Loughton ist die reale Entsprechung zum fiktiven Ort Claybury aus manchen seiner Erzählungen. Jacobs’ Liebe zu dem dortigen Waldgebiet zeigt sich in seiner Geschichte Land of Cockaigne. Jacobs’ Frau galt als militante Suffragette.
Im Zeitraum um den Ersten Weltkrieg hörte Jacobs nach und nach auf Kurzgeschichten zu schreiben und widmete sich der Adaption seiner früheren Werke für die Theaterbühne. Sein erstes Theaterstück war The Ghost of Jerry Bundler und hatte 1899 Premiere, wurde 1902 wieder aufgeführt und schließlich 1908 veröffentlicht.
Jacobs starb am 1. September 1943 in Islington, London, wie er es sich gewünscht hatte. Seine Tochter Olwen Wymark (1932–2013) wurde ebenfalls Schriftstellerin. Sie heiratete den britischen Schauspieler Patrick Wymark, der sich nach William Wymark Jacobs benannte. Die Schauspielerin Jane Wymark ist seine Enkeltochter.

## Werke
Seine erste Geschichtensammlung „Many Cargoes“, 1896 veröffentlicht, hatte großen Erfolg. Darauf folgte der Roman „The Skipper’s Wooing“ 1897 und eine weitere Geschichtensammlung, „Sea Urchins“ (1898). Andere seiner Werke sind zum Beispiel „Captains All“, „Sailors’ Knots“, und „Night Watches“. Der Titel des letzten bezieht sich auf den wohl am häufigsten wiederkehrenden Charakter: Der Nachtwächter am Kai von Wapping, der von den absurden Abenteuern von seinen Bekannten Ginger Dick, Sam Small, und Peter Russett erzählt.
Diese Drei – mit vollen Taschen gerade von einer langen Seereise zurückgekehrt – mieten sich zusammen dort ein, mit der Absicht eine vergnügliche Weile an Land zu verbringen. Aber die schlauen Bewohner des Hafenviertels von London erleichtern die leichtgläubigen und nichtsnutzigen Seeleute schnell um den Inhalt ihrer Taschen. Jacobs zeigt viel Einfühlungsvermögen beim Gebrauch des groben Dialekts des Londoner East Ends, was ihm den Respekt anderer Autoren, wie P. G. Wodehouse, der Jacobs in seinem autobiographischen Werk Bring on the Girls (geschrieben zusammen mit Guy Bolton, 1953) nennt.
Die Geschichten aus Many Cargoes waren zunächst an verschiedener Stelle nach und nach veröffentlicht worden, während die in Sea Urchins größtenteils in Jerome K. Jeromes The Idler abgedruckt wurden. Ab Oktober 1898 wurden Jacobs’ Geschichten in The Strand veröffentlicht, eine Zusammenarbeit, die fast bis zu Jacobs’ Tode währte und ihm finanzielle Sicherheit bot.

### Bibliographie
- Many Cargoes (1896)
- The Skipper’s Wooin (1897)
- Sea Urchins (1898) auch More Cargoes (US) (1898)
- A Master of Craft (1900)
- The Monkey’s Paw (1902)
- Light Freights (1901)
- At Sunwich Port (1902)
- The Lady of the Barge (1902)
- Odd Craft (1903)
- Dialstone Land (1902)
- Captain’s All (1905)
- Short Cruises (1907)
- Salthaven (1908)
- Sailor’s Knots (1909)
- Ship’s Company (1911)
- Night Watches (1914)
- The Castaways (1916)
- Deep Waters (1919)
- Sea Whispers (1926)